# Cementerio de Witham
El Cementerio de Witham (en inglés: Witham's Cemetery) es un cementerio en el territorio británico de ultramar de Gibraltar.
El espacio toma su nombre del capitán Witham, un oficial británico del siglo XVIII que participó en el asedio de Gibraltar. El Gibraltar Naval Memorial y la Marina de los EE. UU., en cooperación con los británicos, trasladaron varias tumbas del cementerio del camino de Witham al Cementerio de North Front. 